# Artigas (metro de Caracas)
Artigas es una de las estaciones de la Línea 2 del Metro de Caracas.